# Greta (geslacht)
Greta is een geslacht van vlinders uit de onderfamilie Danainae en de familie Nymphalidae.

## Soorten
- Greta alphesiboea (Hewitson, 1869)
- Greta andromica (Hewitson, 1854)
- Greta annette (Guérin-Ménéville, 1844)
- Greta cubana (Herrich-Schaeffer, 1862)
- Greta cyrcilla (Hewitson, 1874)
- Greta depauperata (Boisduval, 1870)
- Greta dercetis (Doubleday & Hewitson, 1847)
- Greta diaphanus (Drury, 1773)
- Greta enigma (Haensch, 1905)
- Greta esula (Hewitson, 1855)
- Greta gabiglooris (Brabant & Bischler, 2005)
- Greta gardneri (Weeks, 1901)
- Greta hermana (Haensch, 1903)
- Greta libethris (C & R Felder, 1867)
- Greta lojana (Vitale & Bollino, 2001)
- Greta lydia (Weymer, 1899)
- Greta morgane (Geyer, 1833)
- Greta nerina (Haensch, 1905)
- Greta nero (Hewitson, 1854)
- Greta ochretis (Haensch, 1903)
- Greta oneidodes (Kaye, 1918)
- Greta ortygia (Weymer, 1890)
- Greta oto (Hewitson, 1854)
- Greta polissena (Hewitson, 1863)
- Greta quinta (Staudinger, 1885)
- Greta sappho (Haensch, 1909)
- Greta telesilla (Weymer, 1899)
- Greta theudelinda (Hewitson, 1861)